# 張鳳奴
张凤奴（？—1232年），金朝女性人物，许州（今河南省许昌市）人。
天兴元年（1232年），蒙古兵攻汴京城，箭矢礌石之际，忽见一个女子，在城下大呼：“我是倡女张凤奴，许州称破，被俘到此。蒙古军不日将去，诸君努力为国坚守，被他们欺骗。”说完后，投护城河而死。朝廷遣使到西门驰祭。